# Candelaria (El Salvador)
Candelaria è un comune del dipartimento di Cuscatlán, in El Salvador.

## Storia
Il 24 aprile 1906 Candelaria è stata elevata a città (decreto n° 931).